# Chloé Trespeuch
Chloé Trespeuch (Bourg-Saint-Maurice, 13 de abril de 1994) es una deportista francesa que compite en snowboard, especialista en la prueba de campo a través.
Participó en tres Juegos Olímpicos de Invierno, obteniendo dos medallas, bronce en Sochi 2014 y plata en Pekín 2022, en la prueba de campo a través, y el quinto lugar en Pyeongchang 2018, en la misma prueba.
Ganó tres medallas en el Campeonato Mundial de Snowboard, en los años 2017 y 2023.

## Medallero internacional
| Juegos Olímpicos   | Juegos Olímpicos       | Juegos Olímpicos  | Juegos Olímpicos                |
| Año                | Lugar                  | Medalla           | Prueba                          |
| ------------------ | ---------------------- | ----------------- | ------------------------------- |
| 2014               | Sochi (Rusia)          | Medalla de bronce | Campo a través                  |
| 2022               | Pekín (China)          | Medalla de plata  | Campo a través                  |
| Campeonato Mundial |                        |                   |                                 |
| Año                | Lugar                  | Medalla           | Prueba                          |
| 2017               | Sierra Nevada (España) | Medalla de oro    | Campo a través por equipos      |
| 2017               | Sierra Nevada (España) | Medalla de plata  | Campo a través                  |
| 2023               | Bakuriani (Georgia)    | Medalla de bronce | Campo a través por equipo mixto |